# 10954 Spiegel
10954 Spiegel è un asteroide della fascia principale. Scoperto nel 1960, presenta un'orbita caratterizzata da un semiasse maggiore pari a 2,9467905 UA e da un'eccentricità di 0,0258250, inclinata di 1,38534° rispetto all'eclittica.